# 石川家光
石川 家光（いしかわ いえみつ、生年不詳 - 元徳2年4月2日（1330年4月20日））は、鎌倉時代の武将。大和源氏の流れを汲む陸奥石川氏12代目当主。石川盛義の長男。光英らの父。従五位下駿河守、従四位下摂津守。夫人は多々良義業の娘。
文保2年（1318年）12月、鎌倉に赴き執権北条高時に面会、将軍守邦親王に拝謁。上洛して従五位下駿河守に任ぜられる。
正中2年（1325年）5月、弟家隆を引き連れて上洛し、家光は従四位下摂津守、家隆は従五位下山城守に任じられる。

## 系譜
```
石川盛義┳長女（
伊達基宗
室）
　　　　┗光英（貞光、第14代当主）
　　　　　
```